# Treaty United Football Club
Ne doit pas être confondu avec Treaty United Women's Football Club.
Maillots
Actualités
Dernière mise à jour : 8 février 2024.
Le Treaty United Football Club est un club irlandais de football basé à Limerick. Fondé en 2020 sur les cendres du Limerick Football Club, le club intègre directement la First Division. Treaty United joue ses matchs à Markets Field dans le quartier de Garryowen à l'est du centre-ville de Limerick.

## Identité
Le nom du club provient du surnom de Limerick, "le comté du Traité", qui fait référence au traité de Limerick de 1691, document qui a mis fin à la guerre des Williamites en Irlande.
Le club porte comme couleurs un maillot verticalement rayé rouge et blanc sur un short bleu.
Après quatre saisons, le club annonce en février 2024 changer de couleurs pour opter par le traditionnel bleu des équipes de Limerick engagées dans le championnat depuis les années 1940.

## Création du club
À la suite de la liquidation du Limerick Football Club au terme de la saison 2019, l'idée d'une nouvelle équipe à Limerick surgi. Au début, elle devait s'appeler Limerick United, mais a dû être changée en raison de la menace d'une action en justice de la part du Limerick FC, car il avait déjà eu ce nom.
Le nom Treaty United s'impose rapidement. C'est l'équipe féminine déjà prête à entrer dans la saison 2020 de la Women's National League qui le porte en premier. Il faut attendre la saison suivante pour que l'équipe masculine se mette en place et intègre la First Division. Le club a cependant suivi les procédures d'octroi de licence l'année suivante et le 20 février 2021, la FAI valide l'obtention de la licence professionnelle au détriment de l'équipe B des Shamrock Rovers,.

## Première saison
Entre l'obtention de la licence professionnelle et le commencement de la saison, le club a à peine un mois pour construire une équipe. Le 25 février 2021, le club annonce son équipe première de 26 joueurs et son personnel d'encadrement pour sa première saison de football sous la direction de Tommy Barrett.
Le club, même s'il ne porte pas le nom de la ville de Limerick se place clairement dans la filiation des deux entités qui ont préexisté dans la ville, les Limerick FC de 1937 à 2007 et Limerick FC de 2007 à 2019. Pour se faire, Treaty United annonce retirer le numéro 4 des numéros portés par les joueurs, en souvenir de Joe O'Mahony, capitaine du club dans les années 1960.